# Kaloper
Kaloper je priimek v Sloveniji, ki ga je po podatkih Statističnega urada Republike Slovenije na dan 1. januarja 2010 uporabljalo 21 oseb.

## Znani slovenski nosilci priimka
- Slobodan Kaloper (1950—2003), TV in radijski napovedovalec (tudi sin Dejan Kaloper)
- Urška Kaloper, urednica in prevajalka

## Znani tuji nosilci priimka
- Jagoda Kaloper (1947—2016), hrvaška filmska in TV- igralka, tudi vizualna umetnica (slikarka in grafična oblikovalka)
- Nikola Kaloper, hrvaški pisatelj in publicist